# Yamaha BT1100 Bulldog
La Bulldog est un modèle de moto de type roadster de la gamme du constructeur japonais Yamaha.

## Description
La Bulldog est présentée pour la première fois à la fin des années 1990, comme prototype, pour être mis sur le marché à la fin de l'année 2001.
Elle présente la particularité d'avoir été conçue et fabriquée en Italie, dans l'usine de Belgarda à Lesmo (importateur, renommé « Yamaha Motor Italia » en 2004, aujourd’hui « Yamaha Motor Racing »). Yamaha a fourni l’ensemble propulsion, les carburateurs et l’allumage. Belgarda a appliqué sa méthode habituelle, à savoir, piocher dans le stock Yamaha les pièces complémentaires : fourche de XJR, cardan de la XJ 900 et freins de R1, bras oscillant et amortisseur de XJ. Ils ont conçu spécialement le cadre double treillis.
Cette machine se caractérise par un moteur simple, évolution de celui qui animait la 1000 TR1 de 1980, et d'une esthétique passe-partout. Si la puissance reste modeste, le couple de 9 kg m intervient dès 3 500 tr/min.
Elle ne néglige pas les côtés pratiques, la transmission par cardan est propre et évite d'avoir à retendre et graisser régulièrement la chaîne. La place sous la selle est amplement suffisante pour emporter un antivol. Les échappements placés de part et d'autre de la machine remontent haut à l'arrière, positionnant les repose-pieds passager assez hauts également.

## Défaillances
Certaines machines ont connu des défaillances du démarreur de 2001 à 2004, des casses de la roue libre de ce même démarreur ou une selle qui se déchire pour les modèles d'avant 2004. Ce défaut de selle a été corrigé sur les modèles postérieurs et Yamaha a mis à la disposition des utilisateurs de versions antérieures un kit de protection (références des pièces constructeur : 5JN-F476U-00 et 5JN-F476V-00). Le démarreur souffre quant à lui d'un défaut de conception induisant des problèmes récurrents de roue libre de démarreur. Ce problème, connu du constructeur, qui a produit un Technical Bulletin M2010-009 à ce sujet, a été traité par une version renforcée de l'ensemble roue libre de démarreur sur les versions postérieures à 2004, sans résoudre définitivement les problèmes induits débouchant parfois sur une casse de la roue libre de démarreur. Cette note de service a par ailleurs abouti à la mise à disposition par Yamaha d'un kit pour les modèles antérieurs sous la référence constructeur 99999-03908-00.